# Осроене
Осроене (Osroene, Osrohene, на гръцки: Ὁσροηνή) е царство на територия в Северното Двуречие в Месопотамия.
Възниква от около 133 пр.н.е. след разпадането на Селевкидското царство. Обхващало е територията около Едеса (днес Шанлъурфа, Şanlıurfa, Турция). Говорело се е на арамейски език. По време на Партска кампания на Траян районът за кратко е под римска власт наред с Асирия и Армения.

## Владетели на Осроене
Ариу (132–127 пр.н.е.) 
 Абду бар Мазур (127–120) 
  Фрадхашт бар Джебар (120–115)

 Бакру I (115–112)

 Бакру II (112–94)

 Ману I. (94)

 Абгар I (94–68)

 Абгар II (68–52)

 Ману II. (52–34)

 Пакор (34–29)

 Абгар III (29–26)

 Абгар IV (26–23)

 Ману III. (23–4)

 Абгар V (4 пр.н.е.–7 г.)

 Ману IV. (7–13)

 Абaгар V Укама (13–50)

 Ману V. (50–57)

 Ману VI. (57–71)

 Абгар VI. (71–91)

 Санатрук (91–109)

 Абгар VII (109–116)

 римско владение 116–118

 Ялур (118–122)

 Партамаспат (118–123)

 Ману VII. (123–139)

 Ману VIII. (139–163)

 Ваил (163–165)

 Ману VIII. (165–167)

 Абгар VIII Велики (167–212)